# 49 Librae
49 Librae (49 Lib) es una estrella situada en la constelación de Libra. Su magnitud aparente es +5,47 y se encuentra a 115 años luz del sistema solar.
49 Librae es una estrella blanco-amarilla de tipo espectral F8V.
Más caliente y luminosa que el Sol, sus características físicas son muy parecidas a las de 61 Piscium, Asellus Primus (θ Bootis) o ι Piscium.
Tiene una temperatura superficial de 6273 K, siendo su luminosidad 6 veces superior a la luminosidad solar.
Su diámetro es un 30% más grande que el diámetro solar y gira sobre sí misma con una velocidad de rotación de al menos 8,2 km/s.
Las estrellas de la secuencia principal de menor masa y temperatura giran sobre sí mismas lentamente —la velocidad de rotación del Sol es de aproximadamente 2 km/s—, mientras que dicha velocidad aumenta con la masa. La división entre ambos tipos de rotores es relativamente brusca, estando dicho punto de inflexión situado en la mitad de la clase F. 49 Librae, de tipo F8V, es todavía una estrella de lenta rotación, lejos de otras estrellas más calientes que rotan a velocidades mucho mayores —véase por ejemplo 16 Librae, en esta misma constelación—.
49 Librae evidencia una metalicidad —abundancia relativa de elementos más pesados que el helio— muy parecida a la solar ([Fe/H] = -0,02).
Asimismo, muestra una abundancia de litio similar a la del Sol.
Posee una masa entre 1,35 y 1,41 masas solares y una edad aproximada de 2300 millones de años.
Se piensa que 49 Librae puede ser una estrella binaria, aunque nada se sabe de su posible acompañante.